# Willem Adriaan van der Stel

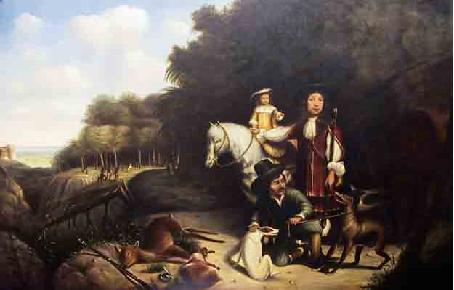
Willem Adriaan van der Stel (auf dem Pferd sitzend) mit seinem Vater Simon van der Stel (stehend)

Willem Adriaan (Wilhem Adriaen) van der Stel (* 1664 Amsterdam; † 1723 ebenda) war Gouverneur der Kapkolonie vom 23. Januar 1699 bis 1707. 
Er begleitete seinen Vater im Alter von 15 Jahren in die Kapregion. Dort trat er eine erste berufliche Tätigkeit als Kassenführer bei der VOC an. Später übernahm Van der Stel den Gouverneursposten am Kap von seinem Vater. Während dieser Zeit entwickelte sich sein Interesse an Landwirtschaft. Darum begründete er ein großes Gut in Vergelegen.
Seine breitgefächerten Aktivitäten erregten auch Widerstand und Missgunst. So kam es 1705 zu einer Petition von 63 hiesigen Einwanderern an holländische Stellen gegen sein Wirken. Der Konflikt entglitt ihm und er ließ einige Wortführer einsperren. Im weiteren Fortgang wurde Van der Stel zur Untersuchung der Vorgänge nach Holland zurückberufen, in deren Verlauf sich seine Position ungünstig entwickelte. Er verlor sein Gut in Vergelegen und schied aus dem Dienst der VOC aus.
Van der Stel war der älteste Sohn von Simon van der Stel (1639–1712) und Johanna Jacoba Six (1645–1700). Sein Großvater väterlicherseits war Adriaan van der Stel, der als Gouverneur von Mauritius diente.